# 俄罗斯帝国总参学院

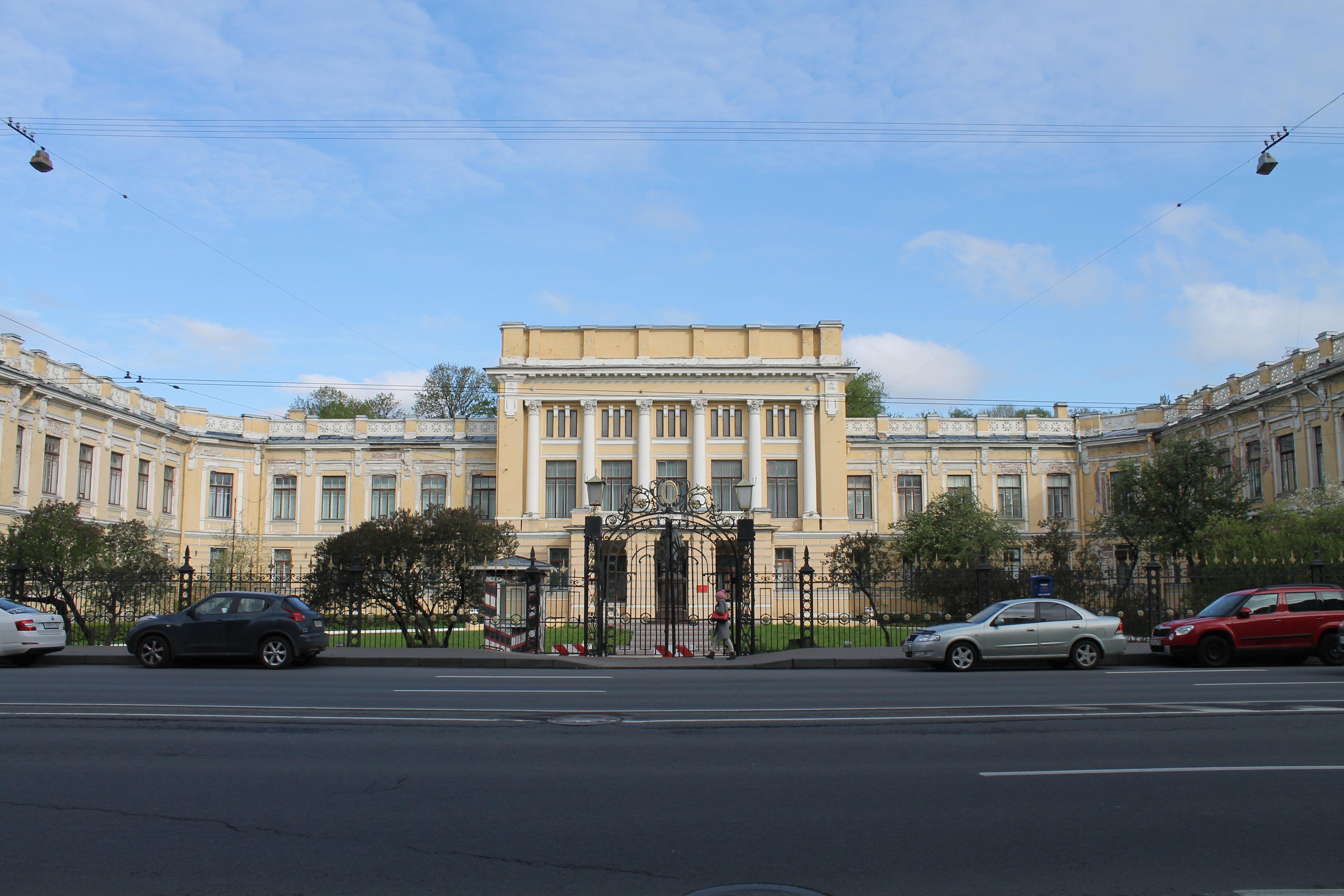
俄罗斯帝国总参学院

俄罗斯帝国总参学院（俄语：Академия Генерального штаба）是1832年在圣彼得堡建立的军事院校，据称是当时俄罗斯最高军事学府，参照德国模式。该校只招收在团级部队中服役多年的优秀军官。每年150名毕业生，其中100名进入总参谋部，而其他50人则回到原团级部队。一战期间俄军和俄罗斯内战时志愿军指挥官大多数为该学校的毕业生。